# Pedicellina whiteleggii
Pedicellina whiteleggii är en bägardjursart som beskrevs av Johnston och Walker 1917. Pedicellina whiteleggii ingår i släktet Pedicellina och familjen Pedicellinidae. Inga underarter finns listade i Catalogue of Life.